# Aouint Yghomane
Aouint Yghomane (en àrab عوينة يغمان, ʿAwīnt Yiḡumān; en amazic ⵄⵡⵉⵏⴰⵜ ⵉⵖⵓⵎⴰⵏ) és una comuna rural de la província d'Assa-Zag, a la regió de Guelmim-Oued Noun, al Marroc. Segons el cens de 2014 tenia una població total de 3.042 persones